# Уинвуд, Стив
Стив Уинвуд (англ. Steve Winwood; полное имя Стивен Лоуренс Уинвуд, англ. Stephen Lawrence Winwood; 12 мая 1948, Бирмингем) — британский рок-музыкант, мультиинструменталист, автор песен. Помимо успешной сольной карьеры, в молодости участвовал в рок-группах Spencer Davis Group, Traffic, Blind Faith, Ginger Baker’s Air Force, Go. В разное время принимал участие в записи альбомов многих известных музыкантов, в числе которых Би Би Кинг, Джордж Харрисон, Джимми Хендрикс, Дэвид Гилмор, Эрик Клэптон. С последним он также выпустил концертный альбом, содержащий песни разных лет, в том числе, песни из репертуара группы Blind Faith, в которой некоторое время играли оба участника, и композиции из сольного репертуара Клэптона и Уинвуда.

## Биография

### Ранние годы
Стив Уинвуд родился 12 мая 1948 года в Бирмингеме, его отец работал в литейной промышленности, но также был полупрофессиональным музыкантом (играл на кларнете и саксофоне). Стив начал играть на пианино в четырёхлетнем возрасте, а позже на гитаре и ударных, некоторое время он также пел в церковном хоре. Позже он поступил в музыкальный институт, но не окончил курса.
Еще учась в школе, Уинвуд приобрёл известность в среде бирмингенских блюз-роковых музыкантов. В частности, он аккомпанировал таким американским звёздам ритм-энд-блюза, как Би Би Кинг, Мадди Уотерс, Джон Ли Хукер, Бо Дидли, Чак Берри, Хаулин Вулф во время их британских гастролей.

### The Spencer Davis Group
В 1963 году, в возрасте 14 лет Уинвуд вошёл в состав новообразованного коллектива The Spencer Davis Group. Кроме него, в состав группы входили гитарист Спенсер Дэвис, барабанщик Пит Йорк и басист Мафф Уинвуд (старший брат Стива).

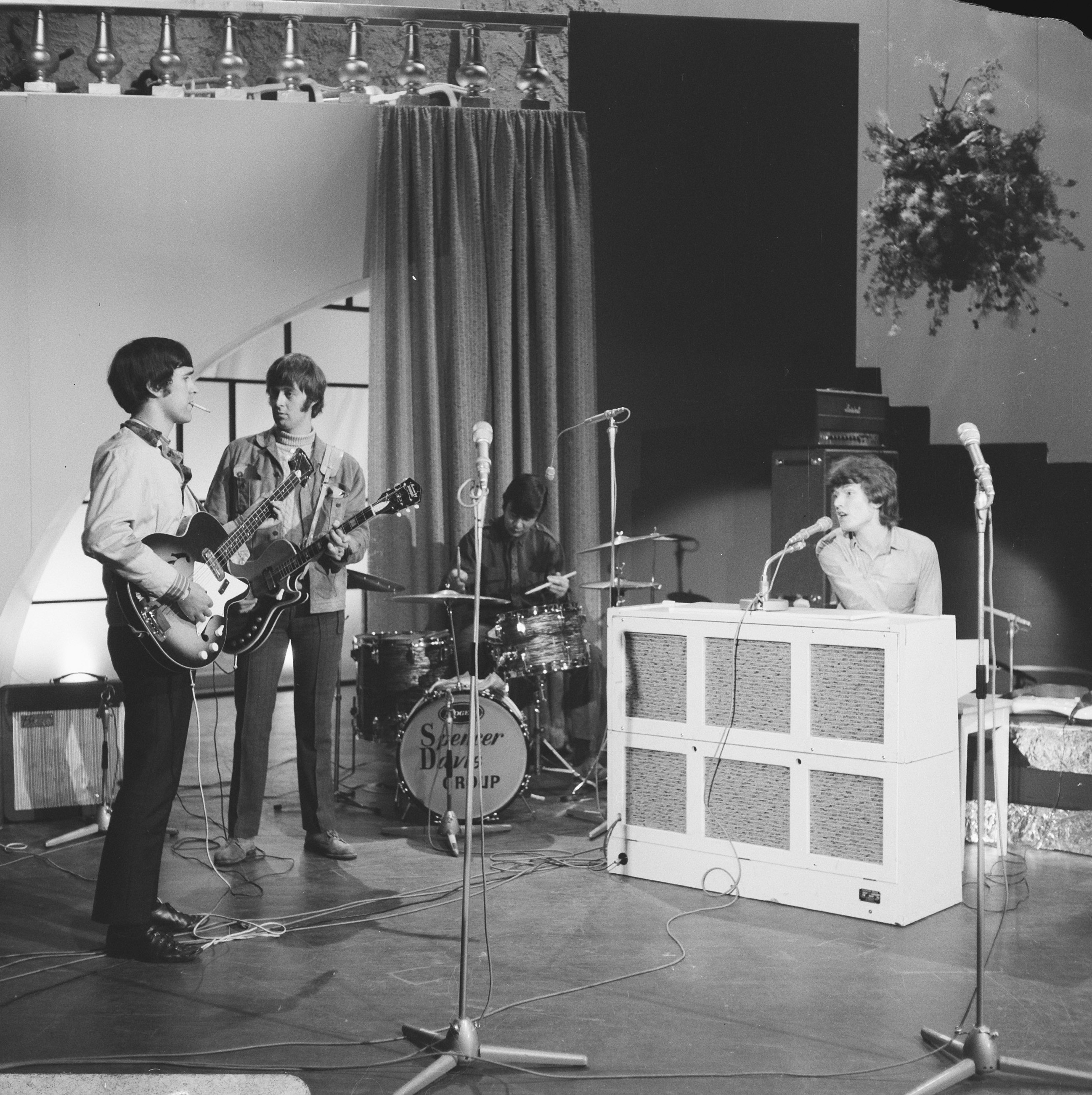
Уинвуд играет на органе во время выступления The Spencer Davis Group (1966)

The Spencer Davis Group дебютировала с синглом «Dimples» (1964), а первого большого успеха добилась в ноябре 1965 года с синглом «Keep On Running» (кавер-версией песни ямайского музыканта Джеки Эдвардса), который возглавил британский хит-парад.
В 1966 за ним последовали синглы «Somebody Help Me» и «When I Come Home» (а также «Det war in Schoneberg, im Monat Mai» и «Madel ruck ruck ruck an meine grune Seite», выпущенные специально для германского рынка. Спенсер Дэвис в начале 60-х годов учился в Западном Берлине и двумя этими релизами захотел выразить своего рода благодарность стране. Хитами в Британии стали синглы «Gimme Some Lovin» и «I’m a Man»; они же появились и в американских чартах.
В 1966 году, являясь членом The Spencer Davis Group, Уинвуд принял участие в недолговечном блюз-роковом коллективе Eric Clapton and the Powerhouse, в который, кроме него и Клэптона вошли также Джек Брюс, Пол Джонс, Пит Йорк и еще один музыкант. Эта группа просуществовала менее года, записала всего несколько песен и распалась. 
В начале 1967 года Уинвуд покинул The Spencer Davis Group.

### Traffic, Blind Faith, Ginger Baker's Air Force
В апреле 1967 года Уинвуд организовал новую группу под названием Traffic, в которую кроме него вошли ударник Джим Капальди, гитарист Дэвид Мэйсон и мультиинструменталист Крис Вуд. Первый сингл новоиспечённой группы "Paper Sun", написанный Капальди и Уинвудом, вышел 19 мая 1967 и сразу стал хитом: #5 в Великобритании и #4 в Канаде. В августе того же года вышел второй сингл "Hole in My Shoe", написанный Мэйсоном, он достиг #2 в Великобритании и #4 в Канаде и стал одной из самых известных песен группы. Успех закрепил третий сингл под названием "Here We Go Round the Mulberry Bush", вышедший в ноябре того же года и написанный для фильма с тем же названием. Наконец, в декабре 1967 года группа выпустила свой первый долгоиграющий альбом Mr. Fantasy, который был хорошо принят критикой и достиг #16 в UK albums chart и #88 в Billboard 200.

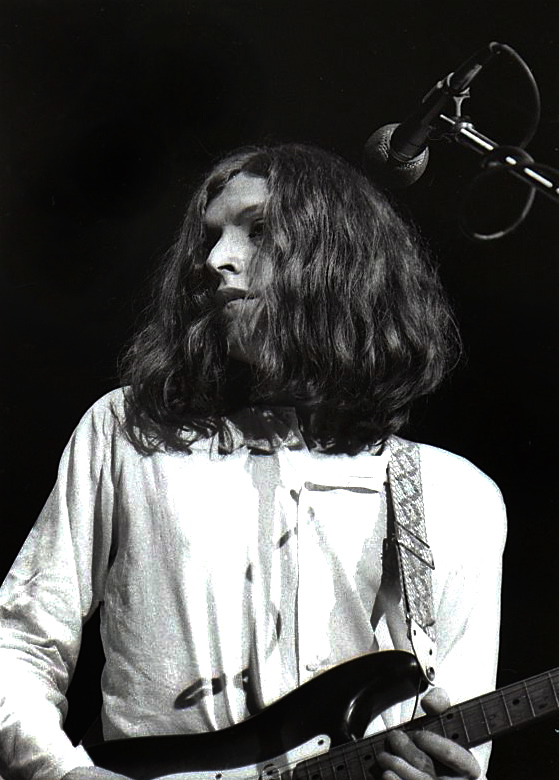
Уинвуд во время концерта группы Traffic

Сразу после выхода Mr. Fantasy Мэйсон покинул группу из-за творческих разногласий с другими участниками, однако всего через несколько месяцев вернулся обратно и принял участие в создании второго альбома группы. Этот альбом, названный просто Traffic, вышел в октябре 1968 года и оказался не менее успешным, чем первый.  Мэйсон написал и спел на нём половину песен (включая хит «Feelin 'Alright?»), но его разногласия с другими участниками продолжались: Уинвуд, Вуд и Капальди хотели изменить звучание группы в направлении блюза, джаза и фолка, в то время как Мэйсон был ориентирован на психоделический поп-стиль. В результате группа превратилась в трио и в таком составе в конце 1968 года гастролировала по США, что привело к выпуску третьего альбома Last Exit, одна сторона которого была записана в студии, а другая — на концертах.
В течение 1968 года Уинвуд и Вуд часто играли с Джими Хендриксом, они оба участвовали в записи его двойного альбома Electric Ladyland. При записи хендриксовской «Voodoo Chile» Уинвуд играл на органе Хаммонда, равно как и на записанной Джо Кокером в 1969 г. версии «With a Little Help from My Friends». В 1969 году группа Traffic распалась, и Уинвуд стал участником только что созданной супергруппы Blind Faith, в которую кроме него входили знаменитый гитарист Эрик Клэптон, ударник Джинджер Бэйкер и мультиинструменталист Рик Греч.
Blind Faith записали единственный альбом, который вышел в августе 1969 года и тут же возглавил хит-парады США и Великобритании, 
но вскоре группа распалась. После этого Вуд и Уинвуд вошли в состав новой группы Ginger Baker's Air Force, в составе которой записали первый альбом этой группы (январь 1970).
В начале 1970 года Уинвуд вернулся в студию с намерением записать свой первый сольный альбом с предполагаемым названием Mad Shadows. Он записал два трека: «Stranger to Himself» и «Every Mother's Son», но чувствовал, что для успешной работы нуждается в сотрудничестве с музыкантами-единомышленниками. В результате Уинвуд пригласил Вуда и Капальди присоединиться к нему, и планируемый сольный альбом стал воссоединением группы Traffic в прежнем составе, за исключением Мэйсона. В таком составе группа записала свой четвёртый и самый успешный альбом John Barleycorn Must Die.
В 1971 году состав Traffic был увеличен в два раза, причём среди новых участников появились такие известные музыканты, как Рик Греч и Джеймс Гордон. В новом составе группа выпустила концертный альбом Welcome to the Canteen (сентябрь 1971) и пятый студийный альбом The Low Spark of High Heeled Boys (ноябрь 1971), быстро ставший золотым, а позднее и  платиновым. Однако в конце 1971 года Греч и Гордон покинули группу, им на смену пришли другие музыканты. Группа выпустила ещё два студийных альбома: Shoot Out at the Fantasy Factory  (1973) и When the Eagle Flies (1974), оказавшиеся несколько менее успешными, чем предыдущий. Во время концертного тура в США многие участники группы чувствовали себя морально опустошёнными, кроме того, Стив Уинвуд серьёзно страдал от перитонита. Однажды он просто не вышел на сцену, а на следующий день покинул тур, даже не предупредив об этом остальных участников группы. Таким образом в 1974 году группа Traffic прекратила своё существование, и каждый из участников занялся сольной карьерой.

### Сольная карьера

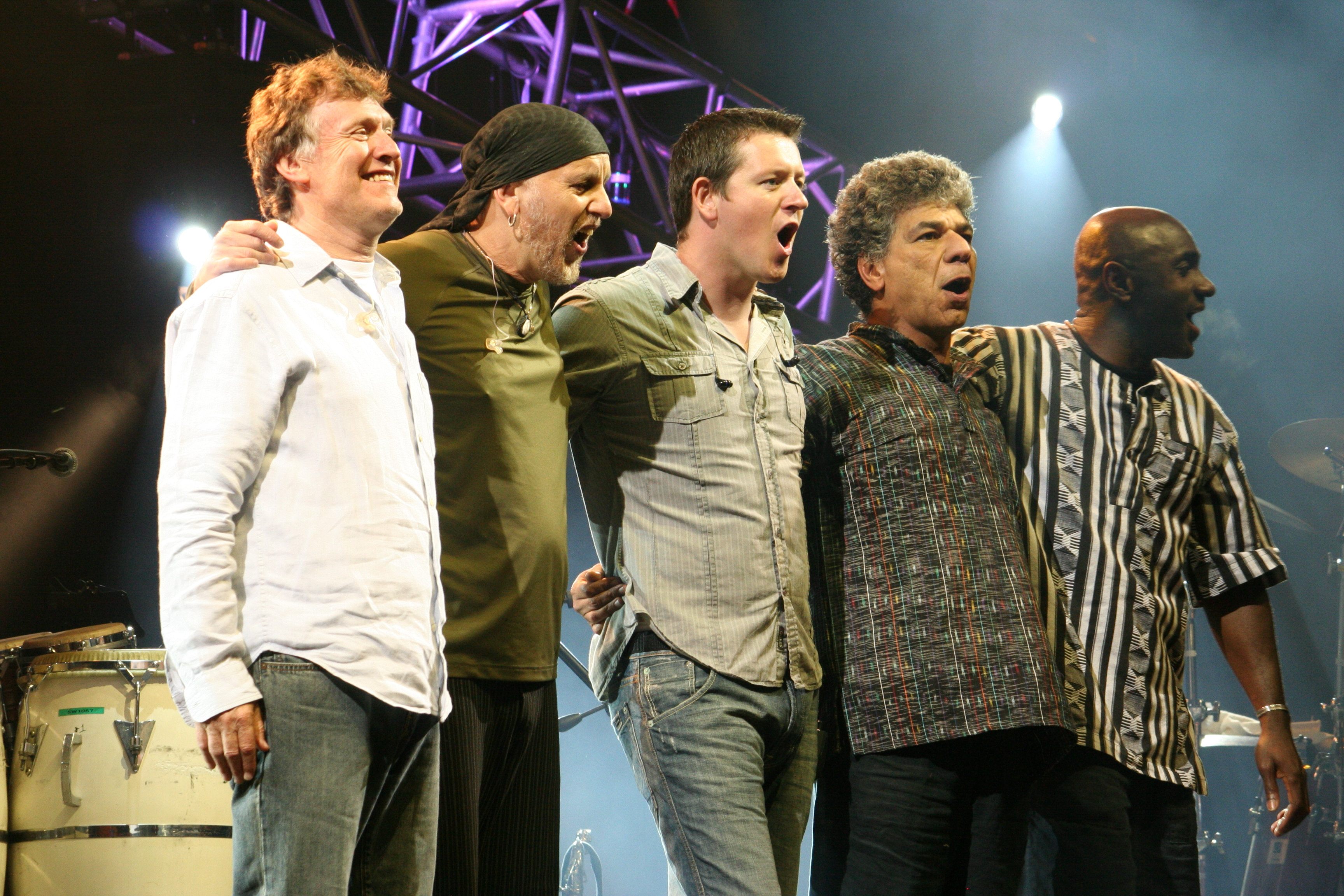
The Steve Winwood Band in 2009 on tour

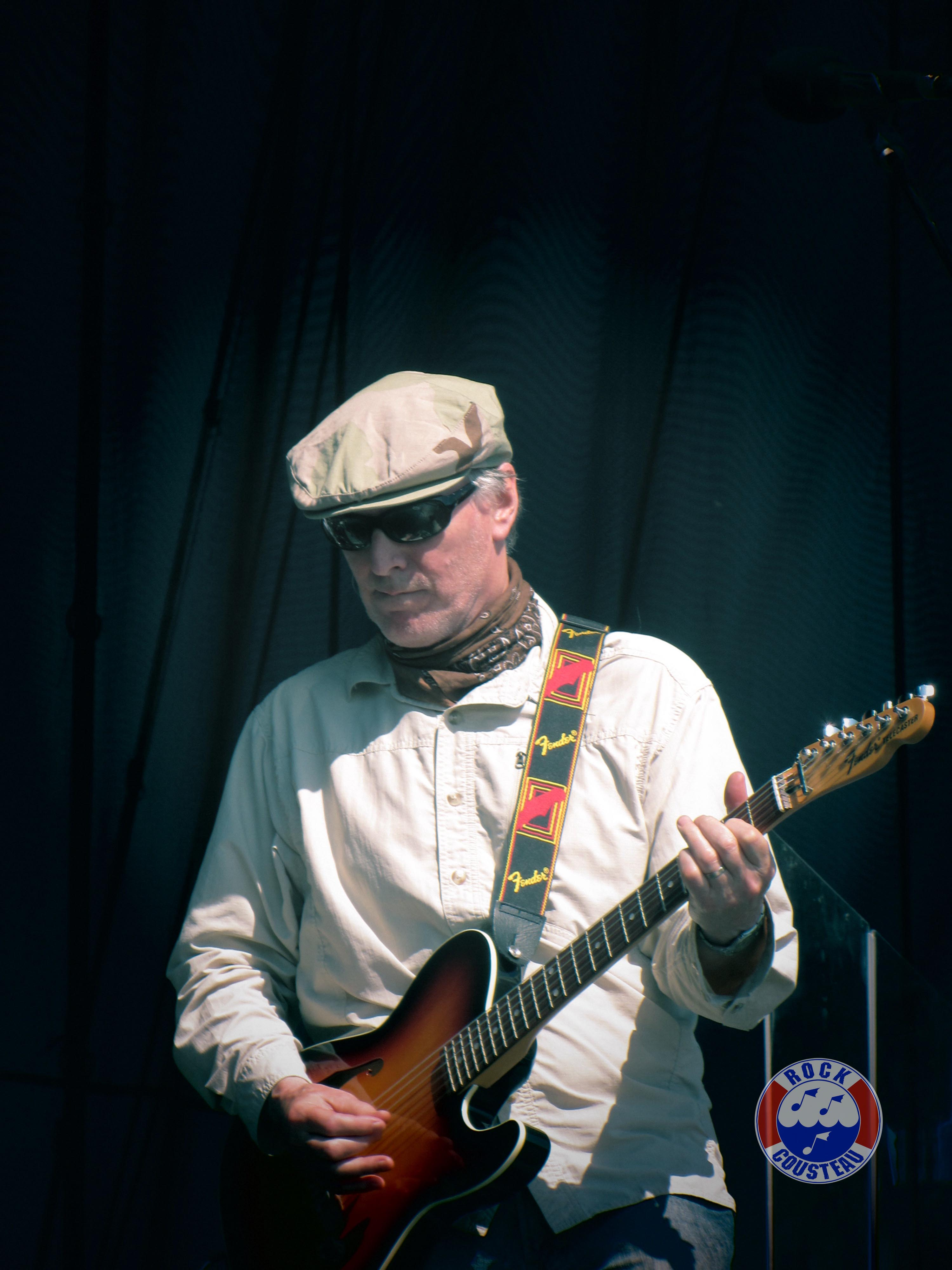
Winwood at the Hangout Music Festival, May 2012

В 1976 Уинвуд на короткое время стал участником группы Go (Stomu Yamashta's Go), созданной японским музыкантом Стому Ямашта (яп.ː 山下勉, англ.ː Stomu Yamashta). 
В первоначальный состав группы, кроме самого Ямашта (который играл на клавишных и других инструментах) вошли ещё четыре музыкантаː Стив Уинвуд (вокал и клавишные), Ал Ди Меола (гитара), Клаус Шульце (синтезаторы), Майкл Шрив (Michael Shrieve, ударные). Уинвуд участвовал в записи первого альбома Go (1976) и концертного альбома, записанного летом того же года во время концерта в Париже. Музыкальные критики оценили эти работы весьма высоко.
Начиная с 1977 года Уинвуд занимался преимущественно сольной карьерой. Его первый сольный альбом (1977) остался практически не замеченным, но следующий диск Arc of a Diver (1980) оказался коммерчески успешным и достиг #3 в Billboard 200, а песня "While You See a Chance" достигла #7 в Billboard Hot 100. Самым крупным сольным успехом Уинвуда стал его четвёртый альбом Back in the High Life (1986), он достиг #3 в Billboard 200, #8 в UK Albums Chart, получил три премии Грэмми и породил пять синглов-хитов.
Широкую популярность Уинвуд обрёл во второй половине 1980-х с синглами «Higher Love» и «Roll With It», которые возглавили американский хит-парад Billboard Hot 100. Он также играл в качестве приглашённого музыканта на некоторых записях Дэвида Гилмора, Лу Рида и Кристины Агилеры. Крупнейший танцевальный хит 2004-05 годов — «Call on Me» от Эрика Придза — основан на семпле из композиции «Valerie» из его третьего альбома Talking Back to the Night, выпущенного Уинвудом в 1982 году. Причём когда Придз представил свою песню Уинвуду, тот настолько впечатлился, что перезаписал вокальные партии, чтобы сделать трек ещё лучше.
В 1994 Уинвуд вместо с Капальди объединились и выпустили альбом Far From Home под именем Traffic, который официально считается восьмым и последним альбомом группы.

## Дискография

### Сольные альбомы
- 1977: Steve Winwood
- 1980: Arc of a Diver
- 1982: Talking Back to the Night
- 1986: Back in the High Life
- 1988: Roll with It
- 1990: Refugees of the Heart
- 1997: Junction Seven
- 2003: About Time
- 2008: Nine Lives
- 2017: Greatest Hits Live

### Spencer Davis Group
- См. дискографию The Spencer Davis Group

### Traffic
- См. дискографию группы Traffic

### Blind Faith
- 1969: Blind Faith

### Ginger Baker's Air Force
- 1970: Ginger Baker's Air Force

### Third World
- 1973: Aiye-Keta

### Go
- 1976: Go
- 1976: Go Live from Paris

### Eric Clapton/Steve Winwood
- 2009: Live from Madison Square Garden

## Награды
- Член ордена Британской империи (13 июня 2025 года)[27]